# CD Nacional
Clube Desportivo Nacional známý i jako Nacional da Madeira je portugalský fotbalový klub z města Funchal na ostrově Madeira. Byl založen v roce 1910 a své domácí zápasy hraje na Estádio da Madeira s kapacitou 5 100 míst.
Klubové barvy jsou bílá a černá.

## Úspěchy
Národní
- 1× vítěz Segunda Divisão Portuguesa – Zona Sul (1999/00)[pozn. 1][2]

Mezinárodní
- 1× vítěz Trofeo Ramón de Carranza (2012)[3]